# إيزينغتون (دائرة انتخابية في المملكة المتحدة)
إيزينغتون (بالإنجليزية: Easington)‏ هي إحدى الدوائر الانتخابية في المملكة المتحدة الممثلة في مجلس العموم في برلمان المملكة المتحدة.
عضو البرلمان الذي يمثلها حالياً هو :John Cummings (Lab).